# 2547 Hubei
2547 Hubei је астероид главног астероидног појаса са средњом удаљеношћу од Сунца која износи 2,385 астрономских јединица (АЈ).
Апсолутна магнитуда астероида је 14,0.